# Alexander Schleicher
Alexander Schleicher (né le 22 mai 1901 à Huhnrain, mort le 26 avril 1968 à Fulda) est un pionnier allemand du vol à voile, fondateur de la célèbre la société de construction de planeurs Alexander Schleicher GmbH & Co.

## Biographie
Fils d'un menuisier, il travaille avec son père et apprend son métier dès l'âge de 14 ans. Il travaille comme apprenti dans une usine de meubles avant de rejoindre la société de construction aéronautique Weltensegler (en) à Baden-Baden en 1923.
Deux ans plus tard, il travaille sur la fameuse colline Wasserkuppe dans l'atelier de fabrication de planeurs de la société Rhön-Rossitten Gesellschaft (RRG). Il y apprend à piloter et remporte en 1926 sur un appareil de sa création baptisé "Hol's der Teufel" ("que le diable l'emporte !") un premier prix lors des championnats de vol à voile qui s'y déroulent annuellement. Il utilise l'argent de la prime pour fonder sa propre société installée dans la salle de bal de Huhnrain avant de louer un local à Remmerz, des localités proches de Poppenhausen (Allemagne, Rhön).
Il continue à concevoir des planeurs jusqu'à la déclaration de la Seconde Guerre mondiale puis lorsque l'Allemagne a de nouveau le droit de construire des avions civils en 1951, fabriquant des meubles pendant les années d'occupation par les troupes alliées.
Il dirige l'entreprise jusqu'à sa mort à Fulda en 1968.

## Source et références
- (en) Cet article est partiellement ou en totalité issu de l’article de Wikipédia en anglais intitulé « Alexander Schleicher » (voir la liste des auteurs).